# Gemma Bovery (bande dessinée)
Pour les articles homonymes, voir Gemma Bovery et Bovery.
Gemma Bovery est un roman graphique de la Britannique Posy Simmonds publiée hebdomadairement de 1997 à 1999 dans le journal The Guardian et recueillie en album en 1999 par Jonathan Cape.
« Tragicomédie satirique » inspirée du roman français du XIXe siècle Madame Bovary, Gemma Bovery raconte l'installation d'un couple d'Anglais dans un petit village normand, l'illustratrice Gemma Bovery et son mari Charlie Bovery, un ébéniste placide. Rapidement désenchantée, Gemma a une aventure avec l'étudiant en droit Hervé de Bressigny, puis avec son ancien compagnon Patrick Large, un critique culinaire. Lors d'une dispute avec ce dernier, elle s'étouffe par accident avec un morceau de pain, et en meurt.
Gemma Bovery a été adapté au cinéma par Anne Fontaine dans un film éponyme sorti en 2014, et à la radio en 2018 dans un feuilleton diffusé sur France Culture.

### Documentation
- (en) Christine Yao, « Gemma Bovery », dans M. Keith Booker (dir.), Encyclopedia of Comic Books and Graphic Novels, Santa Barbara, Grenwood, 2010, xxii-xix-763 (ISBN 9780313357466), p. 251-253.
- Jean-Claude Glasser, « Un drame éclaté », Neuvième Art, no 5,‎ janvier 2000, p. 140
- Paul Gravett (dir.), « De 1990 à 1999 : Gemma Bovery », dans Les 1001 BD qu'il faut avoir lues dans sa vie, Flammarion, 2012 (ISBN 2081277735), p. 712.
- Christophe Quillien, « Femmes libres et belles rebelles : Gemma Bovery », dans Elles, grandes aventurières et femmes fatales de la bande dessinée, Huginn & Muninn, octobre 2014 (ISBN 9782364801851), p. 96-97.